# Paradoxo de São Petersburgo
O paradoxo de São Petersburgo é um dos mais famosos paradoxos em teoria das probabilidades. Foi publicado pela primeira vez em 1738 em um artigo pelo matemático Daniel Bernoulli, embora tenha sido introduzido pelo seu primo Nicolau I Bernoulli em 1713.

## Enunciado
Pedro e Paulo concordam em jogar um jogo de cara ou coroa, em que jogam uma moeda honesta sucessivamente n vezes, até que o resultado seja cara; e Paulo pagará a Pedro {\displaystyle 2^{n}} moedas. Por exemplo, se o primeiro lance der cara, Paulo dará duas moedas a Pedro; se o primeiro lance der coroa e o segundo der cara, Paulo dará a Pedro quatro moedas. Se a cara só aparecer no terceiro lance, Pedro receberá oito moedas.  
Quanto deve Pedro pagar a Paulo pelo privilégio de jogar? 
O senso comum sugere uma soma finita modesta. Mas ao calcular a esperança do pagamento que Pedro recebe, temos uma resposta diferente: 
Sendo {\displaystyle X} o pagamento que Pedro recebe após um jogo, calcula-se a esperança de {\displaystyle X}: 
{\displaystyle E(X)=\sum _{n=1}^{\infty }\ 2^{n}\times P(n)=\sum _{n=1}^{\infty }\ 2^{n}\times {\frac {1}{2^{n}}}=\sum _{n=1}^{\infty }\ 1=\infty }
Ou seja, Pedro poderia pagar a Paulo qualquer quantia para jogar e teria lucro se jogasse um grande número de vezes. Isso assumindo que o capital de Pedro e o número de jogos que os dois podem jogar são ilimitados.   
O paradoxo ocorre quando analisamos os problemas no mundo real. Quando Georges-Louis Leclerc, conde de Buffon fez um teste empírico do caso, achou que em 2084 jogos Paulo teria pago a Pedro 10057 moedas. Isso indica que em qualquer jogo a esperança de Paulo, em vez de ser infinita, na verdade é algo inferior a 5 moedas, já que {\displaystyle {\frac {10057}{2048}}=4,91\dots }
Uma explicação para esse paradoxo é o fato de que o cálculo da esperança é baseado num número infinito de jogadas, em que, eventualmente haveria um pagamento a Pedro que compense o seu custo. Porém, os eventos que pagam pouco, n=1, 2, ...8, por exemplo, ocorrem em mais de 99% das jogadas, o que leva ao resultado obtido po George-Louis Lecler. 
Outras explicações foram dadas para o paradoxo durante o século XVIII, embora algumas pessoas tenham preferido, como solução, observar que o problema é inerentemente impossível, pois a fortuna de Paulo é necessariamente finita; portanto, ele não poderia pagar as somas ilimitadas que poderiam ser necessárias no caso de uma longa demora no aparecimento de cara.